# Castello ducale di Palena
Il castello ducale si trova a Palena, in provincia di Chieti ed ospita il museo geopaleontologico Alto Aventino.

## Storia

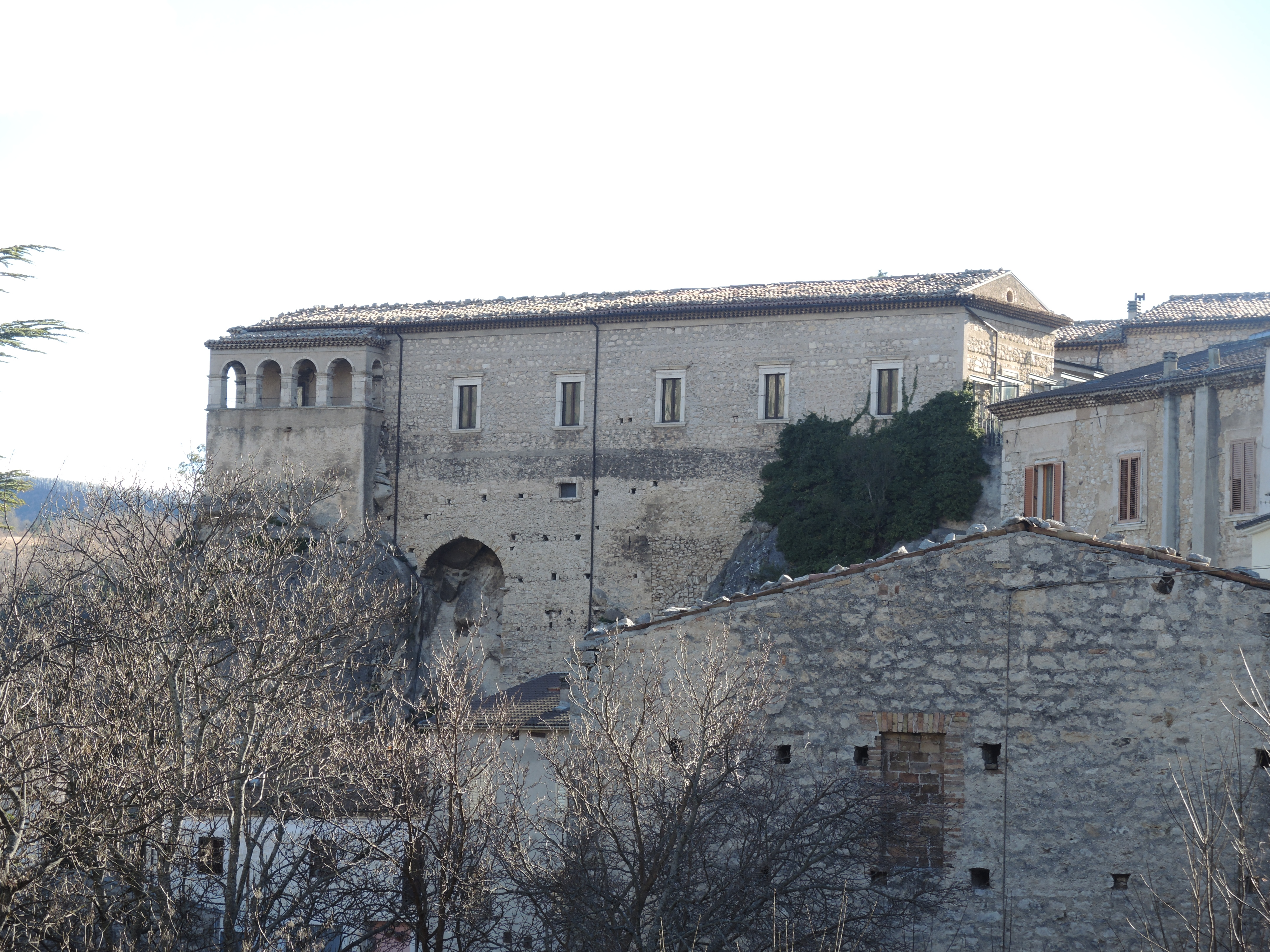
Fianco del castello

Il castello ducale di Palena, o anche Castel Forte, risale al XII secolo, ma fu alterato nell'epoca cinquecentesca con l'ampliamento della struttura. I primi insediamenti normanni risalgono all'XI secolo a Palena, e originalmente il castello ducale era solo una torre di controllo, poi ampliata con la costruzione della struttura difensiva. Uno dei primi proprietari storici fu Matteo di Letto.
Nel 1269 Carlo I d'Angiò donò il castello al feudatario Sordello da Goito, reso famoso da Dante Alighieri per averlo inserito nel Purgatorio della Divina Commedia. Nel XIV secolo il castello passò nelle mani dei duchi di Manoppello, e successivamente dei Caldora e dei Di Sangro. In quei secoli iniziarono a circolare crude leggende riguardo alle camere di tortura situate nei sotterranei della roccaforte, nel cuore dello sperone roccioso dove la struttura poggia.
La roccaforte, nel periodo Settecentesco e Ottocentesco fu usato come prigione per i ribelli, e venne soprannominato Castel Forte, e gli ultimi padroni furono i baroni di Colledimacine, prima che il castello, nel Novecento, venisse definitivamente abbandonato. In questo periodo il castello di Palena fu assai trascurato, e subì vari danneggiamenti tra cui la distruzione dei torrioni, del maschio e del belvedere. Tali distruzioni si devono al terremoto del 1933 e alle incursioni naziste durante la Seconda guerra mondiale, nel 1944. Nel decennio successivo il castello fu restaurato, nella sua forma originaria, senza i torrioni, e assunse fama quando divenne museo.

## Descrizione
Il castello, come lo vediamo oggi, è dovuto alla ricostruzione, per via della distruzione della seconda guerra mondiale, attuata negli anni cinquanta epoca in cui viene rifatto il belvedere presso uno degli angoli. Attualmente si sta cercando di rifunzionalizzare i suoi interni. I vari stabili del castello sono coperti con tetti a doppia falda realizzati con manto di coppi e cornici a romanelle su tre filari di tegole sovrapposte. L'impianto è rettangolare risultante dall'unione dei vari stabili. Delle finestre, anch'esse rettangolari, sono disposte su due livelli. Un loggiato con quattro arcate è sito su di uno dei lati più lunghi, mentre sul lato opposto vi è una serie di quattro archetti. L'ingresso al castello è possibile mediante una porta urbica che ha un unico fornice ad arco a tutto sesto. Sul lato opposto vi è un portale architravato con cornice modanata e disegni geometrici.

## La torretta di controllo
La Torretta di Controllo fu costruita circa nel 1956, quando la giunta comunale decise di abbattere la vecchia torretta di guardia della piazza della chiesa di San Falco, perché giudicata pericolante dopo i bombardamenti nazisti. Tale fatto non è mai stato chiarito, in quanto alcune parti sostenevano che la vecchia torre fosse in perfetto stato. Ciononostante la torre fu demolita, e di essa oggi rimane solo un arco, e la nuova torre fu costruita, in aspetti architettonici medievali, nel piazzale del cortile del castello ducale, con l'aggiunta di merlature, di quattro orologi per ciascuna facciata, e una cella campanaria sulla sommità per suonare le ore.